# Іполіт Корвін-Мілевський
Іполіт Корвін-Мілевський (26 липня (6 серпня) 1848, Друскінінкай Гродненського повіту, Гродненська губернія, Російська імперія — 11 лютого 1932, Познань, Польша) — польсько-білоруський громадсько-політичний діяч, публіцист, доктор права. «Крайовець».
Іронічно писав «Поляк – це такий литовець, який ніколи у житті не пас гусей, а литовець – це такий поляк, котрий пас гусей, або ще пасе».